# Список позначень ракетного озброєння США
Протягом своєї історії США використовували кілька різних систем позначення для керованого озброєння та військової авіації, включно з БПЛА та повітряними мішенями (див. Список позначень військової авіації США). Перші системи для керованого озброєння з'явились у 1940 у Повітряних силах Армії США та в 1941 у Флоті США.
Як і системи позначень авіації, позначення для ракет також історично відрізнялись в різних видах військ, крім нетривалого періоду використання об'єднаної системи протягом 1947—1951. Всі ці системи було скасовано 1963 року, коли чинну систему було створено.
Некеровані ракети (як і керована піхотна зброя) позначались як звичайне оснащення відповідно до традицій певного виду військ до 1963. Наприклад, Армія США використовувала власну номенклатурну систему з літерами M, а флот — позначення Mark (Mk). Часто така зброя залишалась без позначень або мала нестандартні, як MB-1 Genie (з 1963 — AIR-2 Genie) та 5" FFAR (Zuni).

## Керовані ракети

### Повітряні сили Армії США (1941—1947)
Нижче наведено перелік позначень для керованого озброєння, що використовувалось Повітряними силами Армії США упродовж 1941—1947 років:
| Код | Значення      | Опис                                         | Приклади    | Період    |
| --- | ------------- | -------------------------------------------- | ----------- | --------- |
| BG  | Bomb Glider   | планер, споряджений вибухівкою               |             | 1942—1944 |
| BQ  | Guided Bomb   | радіокерований дрон, що запускається з землі |             | 1942—1945 |
| GB  | Glide Bomb    | планерна авіаційна бомба                     | GB-1        | 1941—1947 |
| GT  | Glide Torpedo | планерна торпеда                             | GT-1        | 1943—1947 |
| JB  | Jet Bomb      | ракета з реактивним або ракетним двигуном    | JB-1, JB-2  | 1943—1947 |
| VB  | Vertical Bomb | керована бомба вертикального падіння         | VB-3, VB-13 | 1943—1947 |

### Флот США (1941—1945)
Флот США використовував для своїх нечисленних планерних бомб позначення, що відповідали тогочасній системі для літаків. Вони містили індекс призначення LB (L — позначення планерів, B — позначення бомбардувальників) та індекс виробника. Наприклад McDonnell LBD Gargoyle.

### Флот США (1946—1947)
1946 року було прийнято нову систему позначень для керованого озброєння, також аналогічну системі для літаків (індекс призначення + номер моделі (якщо не рівний 1) + індекс виробника). 
Нижче наведено перелік індексів призначення (індекси виробника знаходяться на сторінці системи):
| Код | Значення      | Опис                                    | Приклади       |
| --- | ------------- | --------------------------------------- | -------------- |
| KA  | Anti-aircraft | поверхня — повітря та повітря — повітря | KAN, KA3N, KAS |
| KD  | Drone         | дрон                                    | KDA, KD5G      |
| KG  | Ground-attack | повітря — поверхня                      | KGW            |
| KS  | Anti-ship     | протикорабельна ракета                  | KSD            |
| KU  |               | дослідна ракета                         |                |

### Об'єднана система (1947—1963)
1947 року Армія, Повітряні сили та Флот США домовились про використання спільної системи, що мала такий вигляд:
| статус | середовище запуску | середовище атаки | M | - | вид військ | - | номер моделі | серія |

- Статус (додався тоді, коли відрізнявся від служби): X (англ. experimental) — експериментальний, Y — передсерійний.
- Середовище запуску та середовище атаки: A (англ. air) — повітря, S (англ. surface) — поверхня, U (англ. underwater) — під поверхнею води. Таким чином, абревіатура AAM означала ракети класу «повітря — повітря», а SAM «поверхня — повітря».
- Вид військ: A (англ. Air Force) — Армія, G (англ. ground forces) — Армія, N (англ. Navy) — Флот[c]. 1947 року, на самому початку системи, цей індекс був відсутній, тому окремі ракети можуть не мати його в назві.
- Номер моделі надавався починаючи з 1 окремо для кожного виду військ.
- Серія — невеликі зміни в конструкції. Серія позначалась малими літерами в алфавітному порядку.
- Для випробувальних та дослідних зразків замість середовищ пуску та атаки й літери M були тестувальний індекс та абревіатура TV (англ. test vehicle — випробувальний апарат). Тестувальні індекси були такі: C (англ. control) — керування, L (англ. launching) — запуск, P (англ. propulsion) — рушій, R (англ. research) — загальні дослідження[1].

Флот використовував цю систему до прийняття нової в 1963 році. Повітряні сили відмовились від неї вже в 1951, а Армія — в 1955. При цьому, після 1951 року Флот і Армія модифікували свої варіанти системи під власні потреби.

#### Флот (1951—1963)
- Додано два нових префікси статусу: R (англ. research) — дослідна ракета, T (англ. trainer) — тренувальна ракета.
- Замінено позначення для дослідних зразків з xTV-N-n на RV-N-n у 1953.

До винятків, які не отримали позначення, належать FBM Polaris, Mk 15 Tartar, Mk 28 Subroc, які отримали стандартні індекси тільки в системі 1963 року.

#### Армія (1951—1955)
- Замінено індекс виду військ з G на A (англ. Army), який попередньо використовувався Повітряними силами.
- Замінено позначення для дослідних зразків з xTV-A-n на RV-A-n.
- Додано позначення для тренувальних зразків TV-A-n[1].

#### Приклади в системі зразка 1947
- AAM: AAM-N-2 Sparrow, AAM-N-7 Sidewinder, AAM-A-2 Falcon.
- ASM: ASM-N-7 Bullpup, ASM-A-2 RASCAL
- SAM: SAM-A-18 Hawk
- SSM: SSM-G-12 Lacrosse
- Інші: LTV-N-2 Loon[en], RTV-A-5

### Повітряні сили (1951—1955)
1951 року Повітряні сили США перейшли на спрощену систему, що включала три можливих однолітерних позначення: B (англ. bomber — «бомбардувальник») — всі ракети для атаки поверхні (колишні AAM, SAM), F (англ. fighter — «винищувач») — всі ракети для атаки повітряних цілей (колишні ASM, SSM), X (англ. experimental) — дослідні ракети, та номер моделі через дефіс. При цьому номери для ракет мали спільну послідовність разом з відповідними літаками: F-99 була зенітною ракетою Bomarc, а F-100 — винищувачем F-100 Super Sabre. Те саме стосувалось і експериментальних ракет, які використали послідовність номерів X-літаків. Система використовувалась до 1955 року.
- Приклади: B-61 Matador[en], B-63 RASCAL, F-98 Falcon, F-99 Bomarc[en] та інші.

### Повітряні сили  (1955—1963)
1955 року ПС запровадили наступну систему, що містила опціональний префікс статусу/модифікації, призначення та номер моделі через дефіс.
- Префікси статусу/модифікації: H (англ. hardened) — пристосована для шахтового запуску, R (англ. reconnaissance) — розвідувальна версія, S (англ. space) — космічна версія, T (англ. training) — тренувальна, U — тренувальна (для стратегічних ракет SM), X (англ. experimental) — дослідна,  Y — передсерійна/випробувальна[1].

| Код | Значення                    | Опис                                                        | Приклади                                    |
| --- | --------------------------- | ----------------------------------------------------------- | ------------------------------------------- |
| GAM | Guided Air-launched Missile | повітря — поверхня                                          | GAM-63 RASCAL                               |
| GAR | Guided Air-launched Rocket  | повітря — повітря                                           | GAR-1 Falcon, GAR-8 Sidewinder              |
| IM  | Intercept Missile           | поверхня — повітря                                          | IM-99 Bomarc                                |
| RM  | Research Missile            | дослідна ракета                                             | RM-81 Agena                                 |
| SM  | Strategic Missile           | стратегічна ракета (поверхня — поверхня, великої дальності) | SM-65 Atlas, SM-75 Jupiter, SM-80 Minuteman |
| TM  | Tactical Missile            | тактична ракета (поверхня — поверхня, малої дальності)      | TM-61 Matador                               |

### Повітряні сили (1961)
1961 року було створено нову систему, що стала прообразом чинної системи позначення ракет. Хоча система зразка 1961 не набрала сили, відомо про позначення AIM-101 Sparrow у ній (пізніше стала AIM-7D Sparrow). 

### Армія (1955—1963)
Упродовж 1955—1963 років Армія США використовувала стандартну армійську систему номенклатури, відому за літерою M (XM для дослідних зразків). Аналогічним чином, але в іншій послідовності номерів, називались некеровані ракети з 1940 до 1963 (та частково пізніше). 
- Приклади: M2 Corporal[en], M3 Hawk, XM13 Shillelagh, XM14 Pershing та інші.

## Порівняння систем
Нижче наведено порівняння позначень в системах різних видів військ за різні періоди. Список включає лише основні види серійних ракет та не включає деяких специфічних індексів. До того ж не завжди переназивання було точним: деякі ракети могли отримати позначення як дрони або навпаки, якщо їх класифікація не є очевидною. Маленька літера x позначає будь-який індекс відповідної категорії, а n — будь-який номер моделі.

### Ракети
| Тип ракети          | Флот, 1946 | Спільна, 1947 | ПС, 1951 | ПС, 1955   | Армія, 1955 | Чинна, 1963 |
| ------------------- | ---------- | ------------- | -------- | ---------- | ----------- | ----------- |
| повітря — повітря   | KAnx       | AAM-x-n       | F-n      | GAR-n      | Mn          | AIM-n       |
| повітря — поверхня  | KAnx       | ASM-x-n       | B-n      | GAM-n      | Mn          | AGM-n       |
| поверхня — повітря  | KGnx, KSnx | SAM-x-n       | F-n      | IM-n       | Mn          | xIM-n       |
| поверхня — поверхня | KGnx, KSnx | SSM-x-n       | B-n      | SM-n, TM-n | Mn          | xGM-n       |

Приклади послідовностей назв: 
- Falcon, ПС: AAM-A-2 (1949—1951) → F-98 (1951—1955) → GAR-1 (1955—1963) → AIM-4 (з 1963).
- Sparrow, Флот: KAS (прототип, 1947) → AAM-2 (1947) → AAM-N-2 (1948—1963) → AIM-7 (з 1963).
- Matador[en], ПС: SSM-A-1 (1949—1951) → B-61 (1951—1955) → TM-61 (1955—1963) → MGM-1 (з 1963).
- Lacrosse: 
  - Флот: SSM-N-9 (1947—1963) → MGM-18 (з 1963).
  - Армія: SSM-G-12 (1950—1951) → SSM-A-12 (1950—1955) → M4 (1955—1963) → MGM-18 (з 1963)[1].